# Leptospermum grandifolium
Leptospermum grandifolium är en myrtenväxtart som beskrevs av James Edward Smith. Leptospermum grandifolium ingår i släktet Leptospermum och familjen myrtenväxter. Inga underarter finns listade i Catalogue of Life.